# Dundee (Oregón)
Dundee es una ciudad ubicada en el condado de Yamhill en el estado estadounidense de Oregón. En el año 2007 tenía una población de 3,040 habitantes y una densidad poblacional de 737 personas por km².

## Geografía
Dundee se encuentra ubicada en las coordenadas 45°16′36″N 123°0′42″O / 45.27667, -123.01167.

## Demografía
Según la Oficina del Censo en 2000 los ingresos medios por hogar en la localidad eran de $50,284, y los ingresos medios por familia eran $56,429. Los hombres tenían unos ingresos medios de $41,005 frente a los $25,776 para las mujeres. La renta per cápita para la localidad era de $20,455. Alrededor del 14.1% de la población estaban por debajo del umbral de pobreza.

## Localidades na vizinhança
Diagrama de las localidades a un radio de 16 km a la redonda de Long Neck. 